# آدم ماير
آدم ماير هو لاعب هوكي الجليد كندي، ولد في 15 فبراير 1979 في هاميلتون في كندا.

## وصلات خارجية
- آدم ماير على موقع دوري الهوكي الوطني (الإنجليزية)
- آدم ماير على موقع EliteProspects.com (الإنجليزية)
- آدم ماير على موقع Eurohockey.com (الإنجليزية)
- آدم ماير على موقع HockeyDB.com (الإنجليزية)
- آدم ماير على موقع Hockey-Reference.com (الإنجليزية)